# Філіппова Наталія Михайлівна
Ната́лія Миха́йлівна Філі́ппова (в шлюбі Дружбі́нська; *30 грудня 1951, м. Владимир, РСФСР, СРСР) — українська російськомовна поетеса; лауреатка низки національних літературних премій; член НСПУ (2014); живе й працює в Києві. 

## Біографія
Народилась у російському місті Владимирі 30 грудня 1951 року.
У 1974 році закінчила філологічний факультет Харківського державного університету імені М. Горького (нині В. Каразіна).
Друкуватися почала з 1990-х років. Поезії Філіппової виходили друком не лише в Україні, а й у Росії, США, Німеччині, Ізраїлі.
Від 2014 року — член Національної спілки письменників України.
Співпрацює з часописом «Радуга».
Одружена з письменником, журналістом і літредактором В. Дружбинським.

## Визнання
Наталія Михайлівна Філіппова — лауреатка Всеукраїнського літературного конкурсу авторів, які пишуть російською (2005), Міжнародної літературної премії імені Великого князя Юрія Долгорукого (2008), конкурсу одного вірша НСПУ (2012).
Також лауреатка Міжнародного конкурсу «Слов'янські традиції літератури і культури-2012» (Прага, Чехія)